# 季哈亚湾
季哈亚湾（俄语：Бухта Тихая）是捷尔佩尼耶湾的海湾，属萨哈林州马卡罗夫区，在季希角和斯梅雷角间。季哈亞河注入其中。它的西和北被日丹科山脉保护。名称可能来自于当地土著阿伊努人在海湾边的 Тикахэросинай 定居点。蔷薇属、越橘、千岛笹、披针叶野决明、楤木属、滨紫草属等植物生长在海岸边。